# Bassus lanyuensis
Bassus lanyuensis är en stekelart som beskrevs av Chou och Michael J. Sharkey 1989. Bassus lanyuensis ingår i släktet Bassus och familjen bracksteklar. Inga underarter finns listade.